# Bayadera nephelopennis
Bayadera nephelopennis е вид водно конче от семейство Euphaeidae.

## Разпространение
Видът е разпространен в Китай (Съчуан).